# نورمان نونيز
نورمان نونيز (بالإنجليزية: Norman Nuñez)‏ (12 يونيو 1971 ببليز - ) هو لاعب كرة قدم بليزي في مركز الهجوم. شارك مع منتخب بليز لكرة القدم. أما مع النوادي، فقد لعب مع نادي ماراثون وFC Belize ‏ وVerdes FC ‏ وBelmopan Blaze FC ‏ وJuventus F.C. (Belize) ‏ وKulture Yabra FC ‏ وNew Site Erei ‏ وRevolutionary Conquerors FC ‏ وSan Pedro Seahawks ‏.

## وصلات خارجية
- نورمان نونيز على موقع الاتحاد الدولي (مؤرشف)  (الإنجليزية)
- نورمان نونيز على موقع قاعدة بيانات كرة القدم.إي يو (الإنجليزية)
- نورمان نونيز على موقع ناشيونال فوتبول تيمز (الإنجليزية)